# Scipion de Dreux-Brézé
Pour les autres membres de la famille, voir Maison de Dreux-Brézé.
Scipion, marquis de Dreux-Brézé et baron de Berry, né au Petit-Andely le 14 frimaire an II (1793), mort au château de Brézé le 21 novembre 1845.

## Biographie
Orateur politique, il est le fils de fils aîné d'Henri-Évrard de Dreux-Brézé, grand maître des cérémonies de France sous Louis XVI, qui avait reçu la fameuse réponse de Mirabeau :
Admis à l'École militaire de La Flèche, il servit comme officier de cavalerie dans les dernières guerres de l'Empire, quelque temps aide de camp du Jean-de-Dieu Soult, entra dans les cuirassiers de la garde de Louis XVIII, se retira en 1827 avec le grade de lieutenant-colonel.
Héritier, en 1829, de la pairie de son père, ainsi que de la charge de grand maître des cérémonies de France (il en sera le dernier titulaire, la monarchie de Juillet supprimant définitivement les grands offices de Cour), il continua à siéger à la Chambre des pairs après la révolution de 1830, et se fit avec éloquence sous Louis-Philippe Ier le défenseur de la cause conservatrice et légitimiste, il soutint le droit de tous les contribuables à être électeurs.

## Blason
D'azur au chevron d'or accompagné en chef de deux roses d'argent et en pointe d'un soleil du sec